# Pont de Gàlata

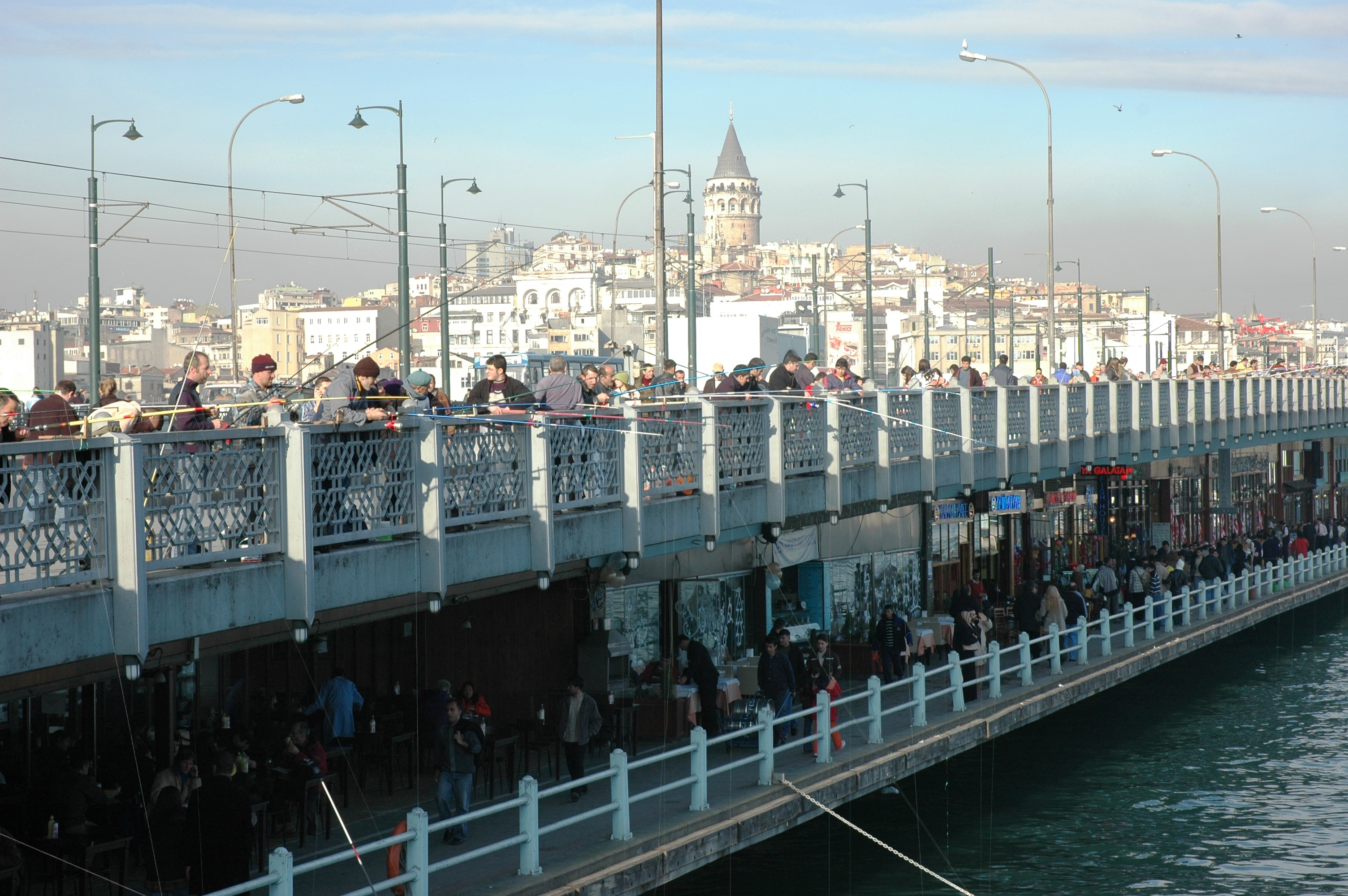
El pont de Gàlata des d'Eminönü

El pont de Gàlata (turc: Galata Köprüsü) és un pont de pontons a Istanbul (Turquia), que creua una rada o entrant de mar coneguda com el Corn d'Or.

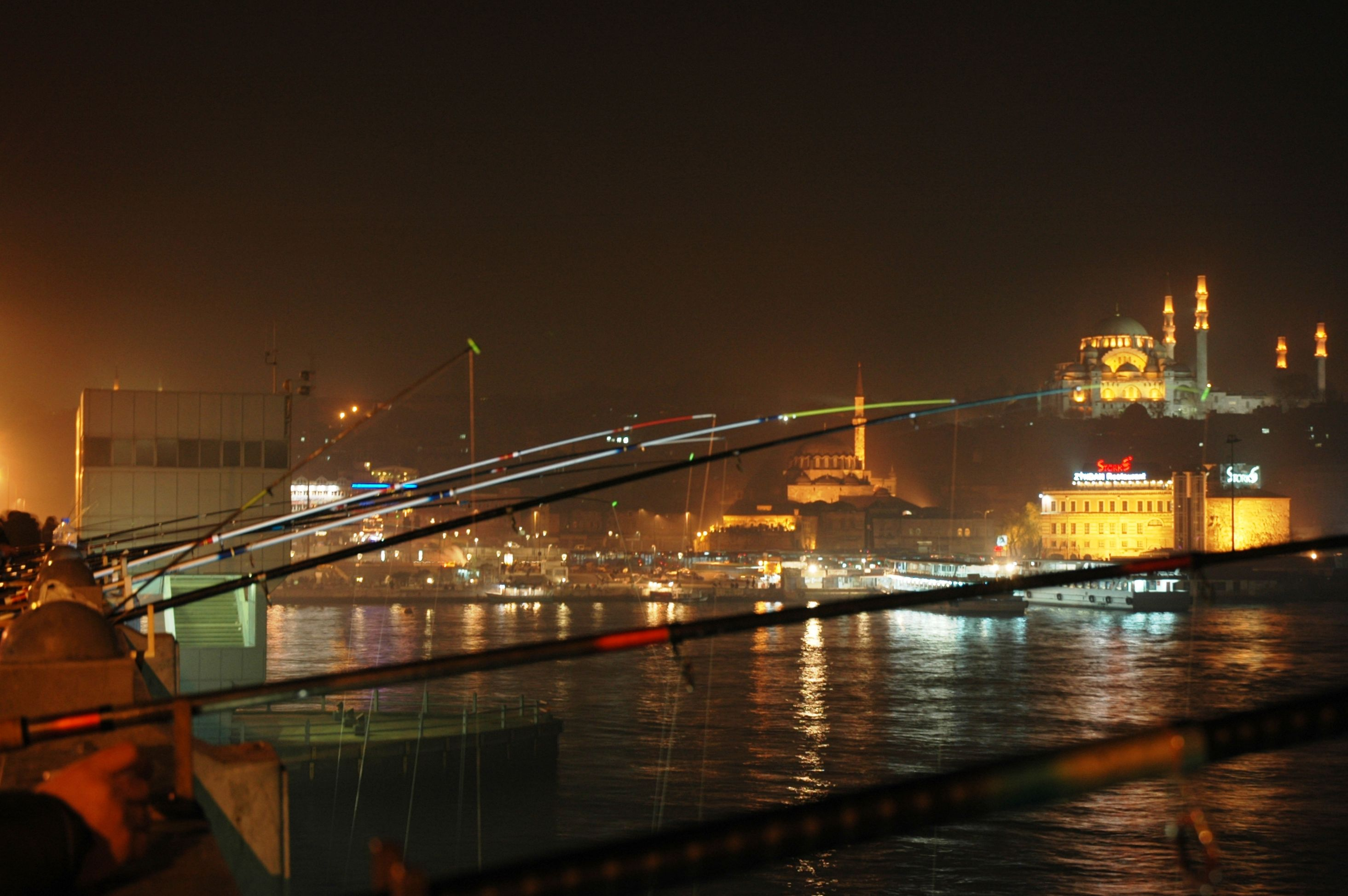
La mesquita Nova i la de Solimà al fons des del pont de Gàlata

El pont de Gàlata actual el va construir la companyia turca STFA al mateix lloc que el pont de pontons que existia abans, entre Karaköy (districte de Beyoğlu) i Eminönü (districte de Fatih), i es va completar el desembre de 1994. És un pont bàscula (mòbil) amb una llum principal de 80 m i una longitud total de 490 m. La llosa del pont té 42 m d'amplada i inclou 3 carrils i una vorera en cada direcció.

## Història

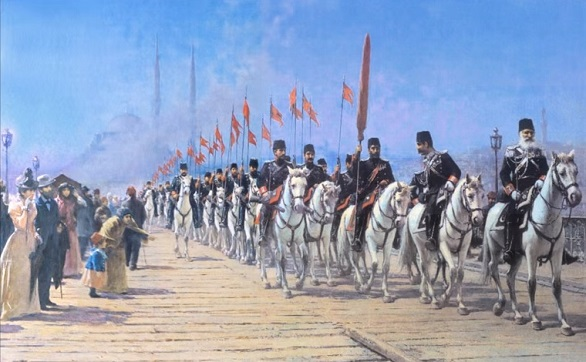
Regiment de cavalleria Ertuğrul sobre el pont, Fausto Zonaro

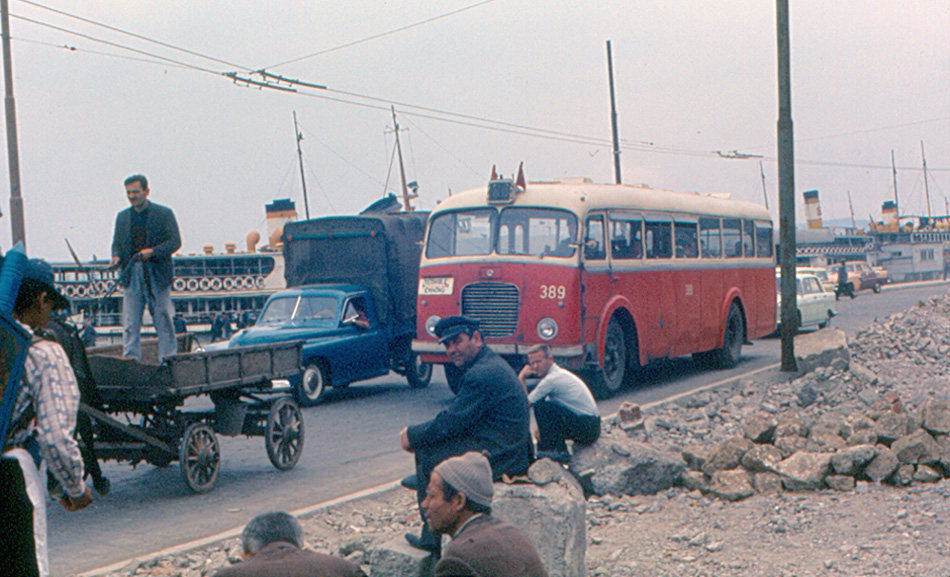
El pont el 1967

El primer pont, de fusta, en aquest punt fou construït el 1845 i és conegut com el Pont nou (turc otomà: جسر جديد, Cisr-i cedid), ja que abans n'hi havia un altre més al nord. El soldà otomà Abdülâziz va ordenar la construcció d'un nou pont abans de la visita d'estat de Napoleó III a Istanbul el 1863. El 1875 una companyia anglesa, G. Wells, va fer el tercer pont. Aquest pont, sobre 24 pontons, tenia 480 m de llarg i 14 m d'ample. Va costar 105.000 lires d'or i va ser utilitzat fins al 1912. El quart pont, el més conegut i nostàlgic, fou construït per la companyia alemanya MAN AG el 1912. Fa 466 m de llarg i 25 m d'ample. Va costar 350.000 lires d'or. Es va fer servir fins a l'incendi del 16 de maig de 1992. Més conegut, avui, com a Pont Vell de Gàlata (turc: Eski Galata Köprüsü) o Pont Històric de Gàlata (turc: Tarihi Galata Köprüsü), ha estat reparat i serveix per al pas de vianants entre Balat i Hasköy.